# Monthly Notices of the Royal Astronomical Society
Monthly Notices of the Royal Astronomical Society (Avisos Mensuals de la Societat Real d'Astronomia) (MNRAS), és una de les més importants revistes científiques del món en astronomia i astrofísica. El primer nombre de MNRAS va ser publicat el 9 de febrer de 1827 (com Monthly Notices of the Astronomical Society of London, (Avisos Mensuals de la Societat Astronòmica de Londres) i s'ha publicat contínuament des de llavors. Va prendre el seu nom actual en el seu segon volum, després que la Societat Astronòmica de Londres es convertís en la Royal Astronomical Society (RAS).
Al voltant de 1961 va ser publicada a l'interior del RAS fins al voltant de 1965, quan va començar a ser publicada per Blackwell Scientific Publications a nom de la RAS. Malgrat conservar el seu nom, la revista va deixar de publicar-se mensualment en la dècada de 1960 (passant a 36 nombres per any), i tampoc porta els avisos del RAS.
MNRAS publica dos tipus d'articles: publicacions acadèmiques (anomenades en anglès papers), que poden ser de qualsevol extensió, i cartes, limitades a una extensió de cinc pàgines. Les cartes solien aparèixer en pàgines rosades en l'edició impresa, però ara només són publicades per complet en l'edició en línia. El control editorial del diari és exercit per la RAS a través d'una taula editorial professional d'astrònoms. Com a part del procés editorial, tots els articles són subjectes a revisió per un expert en la matèria.

## Fuentes
- Publicacions Blackwell Arxivat 2010-08-17 a Wayback Machine.
- Pàgina oficial de la RAS